# ヤーラ国立公園
ヤーラ国立公園（やーらこくりつこうえん、シンハラ語: යාල ජාතික උද්‍යානය、英語: Yala National Park）は、スリランカ南東部にある国立公園。同国で2番目に大きな国立公園であり、2012年現在最も訪問者数の多い国立公園である。

## 概要
ヤーラ国立公園は5つの区画に分かれており、そのうち二つが一般公開されている。各区画にはルフナ国立公園（ブロック1）のようにそれぞれ固有の名前が付けられている。スリランカの南東部海岸沿いに位置しており、その領域は南部州とウバ州に跨る。総面積は979 km2で、コロンボ首都圏からは300 kmほどの距離にある。ヤーラ国立公園は元々1900年に野生動物保護区として設立された。その後1938年になり、ウィルパットゥ国立公園とともに、スリランカ初の国立公園の一つとして認定された。公園内には様々な種類の野生動物が居ることで知られており、中でもセイロンゾウと水生の鳥類の保護で重要な役割を果たしている。
ヤーラ国立公園の周辺には6つの国立公園と3つの野生動物保護区が存在しており、クマナ国立公園（ヤーラ東国立公園とも呼ばれる）とは北東部で隣接する。公園は乾燥した半ば荒れた気候にあり、降水量の多くは北東モンスーンの時期に発生する。ヤーラ国立公園は、湿ったモンスーンの森林がもたらす淡水と海洋性の湿地からなる複雑な生態系を保持している。この地はスリランカの70の重要野鳥生息地の一つでもある。公園の湾には215種類の鳥類がおり、そのうち6種類はスリランカ特有の種である。哺乳類は44種が確認されており、この地は世界でも有数のヒョウの生息地である。

## 写真

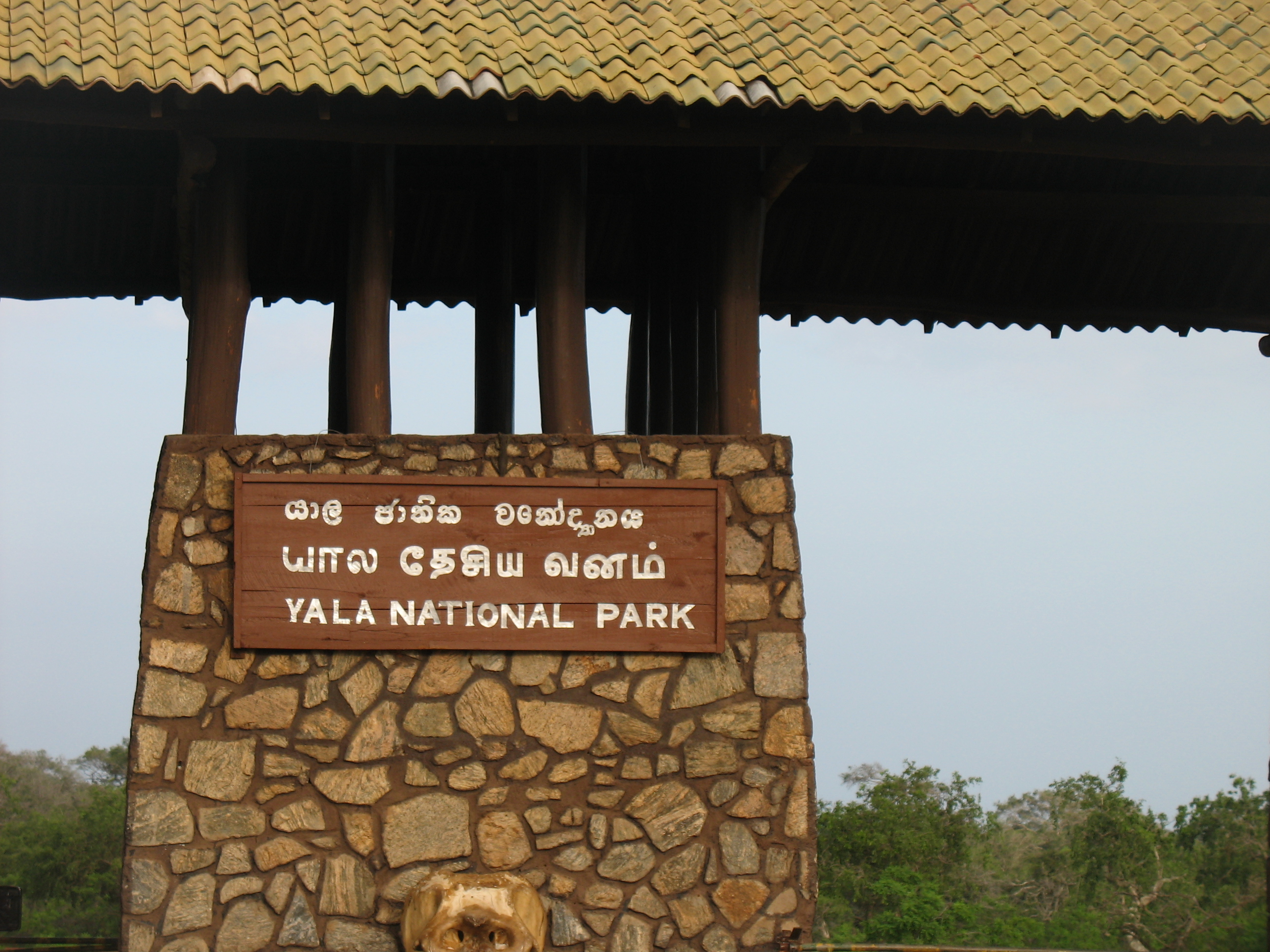
公園の入り口
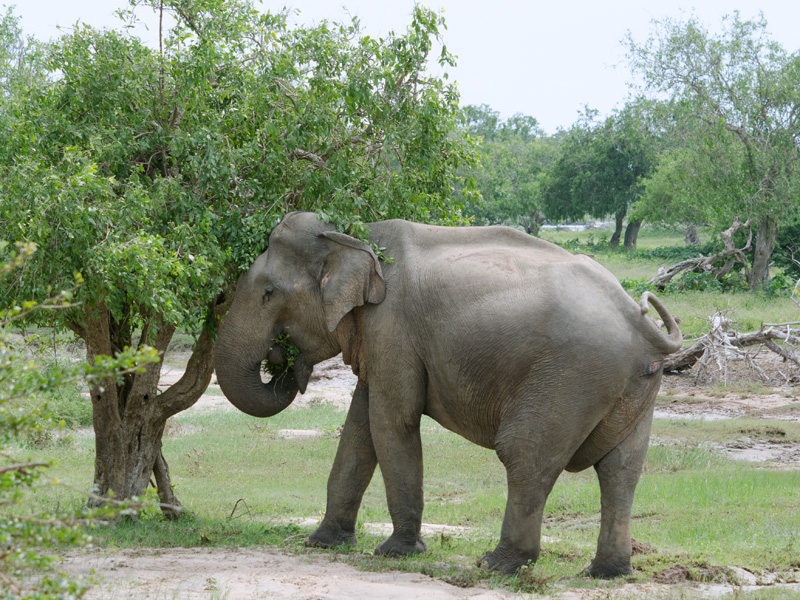
セイロンゾウ
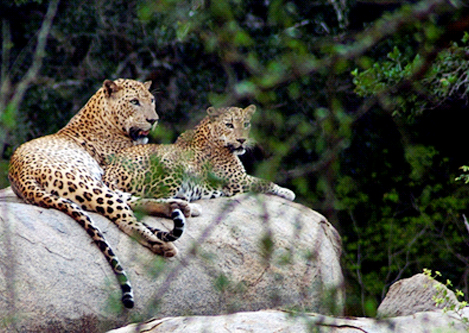
スリランカヒョウ
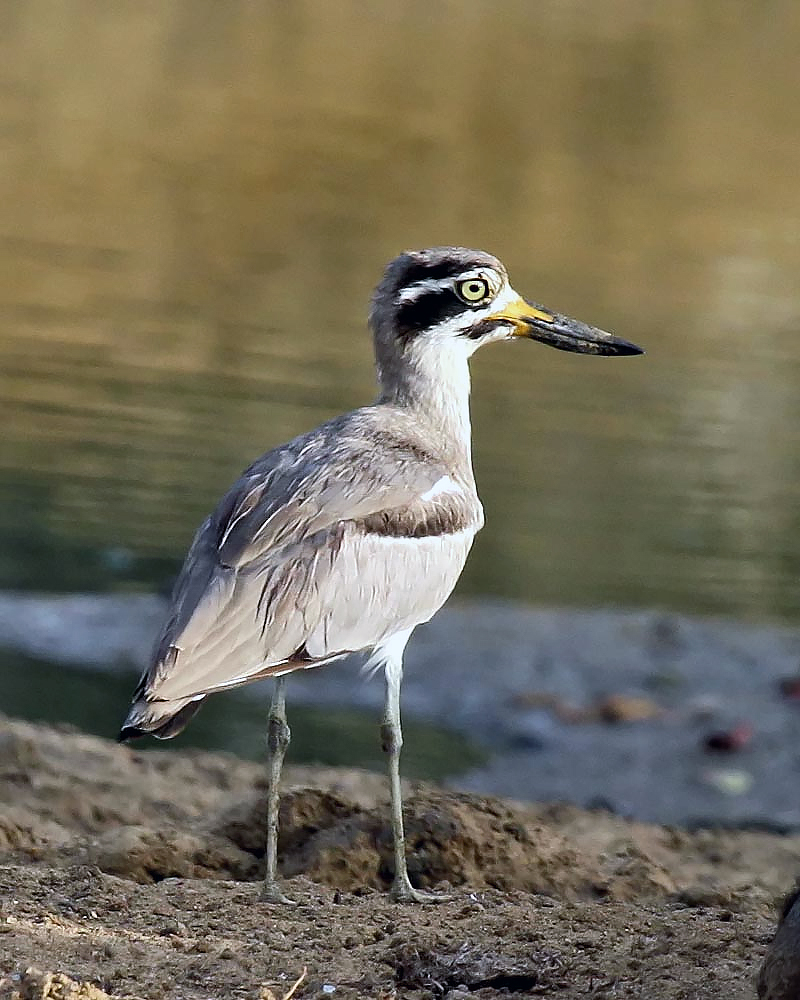
野鳥
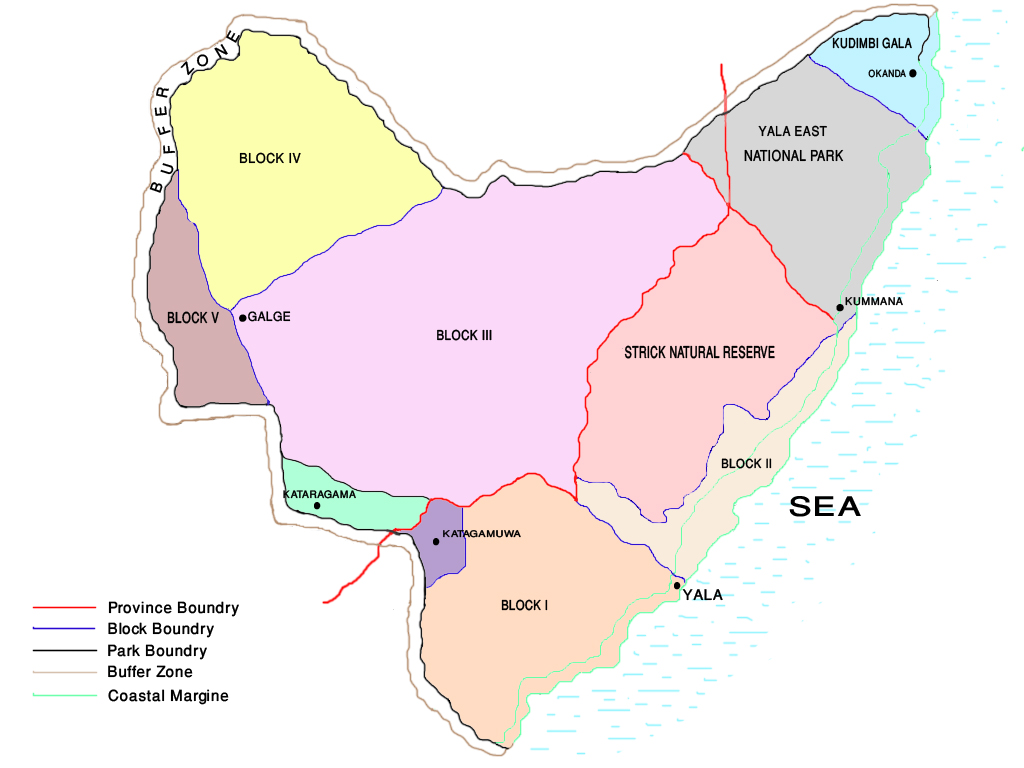
公園の区画図